# Црква Светог Саве на Савинцу
Црква светог Саве на Савинцу је православна црква у Шаранима, епархија жичка, подигнута 1819. године и води се као споменик културе у категорији културно добро од великог значаја. Црква је подигнута недалеко од места где се верује да је био истоимени средњовековни манастир, а њен ктитор је кнез Милош Обреновић. Црква је 2009. на кратко проглашена за манастир, а од 2015. године поново делује као парохијска црква коју опслужује протојереј Ненад Бајић.

## Манастир Савинац
Црква је подигнута на касноантичком-рановизантијском слоју. Остаци овог здања су ситни и фрагментарни, пронађена је кухињска и трпезна грнчарија, фрагменти опеке и стакла.  Тај манастир обилазило је братство манастира Обровина, данашњег манастира Вујна. Овај манастир саграђен је у доба Немањића, а његовом освећењу је, према народном предању, присуствовао и Свети Сава. Након освећења и свршене литургије, Свети Сава се са народом спустио до извора на Дичини и освештао један од њих. Тај извор назван је извором Светог Саве, односно „Светиња”, а место око извора названо је Савинац.
Манастир Савинац је, као и сви манастири у том периоду, изграђен подаље од прометних путева, на шумом прекривеној Главици. Калуђери су до Дичине силазили по воду за пиће са лековитих извора, а када би река набујала и поплавила изворе воду су доносили са извора Стублина, који се налазио на источним обронцима Главице. Тај предео и данас се назива Стублина, а налази се испод Милетића кућа.
Манастир су порушили Турци у 16. веку а обновљен је средином 18. столећа насељавањем Срба из Херцеговине у овај крај. Са порушеног манастира камен је однео Мехмуд Диздеровић и у Лочевцима себи саградио кулу. Поље у којем је била та кула и данас се назива Диздарево поље. Савинац је био један од „седам манастира” у долини Дичине које помиње турски путописац Евлија Челебија 1662. године за време свог боравка у селу Бања (данашњи Горњи Бањани) на падинама Рајца.
Место на којем се манастир некада налазио се данас тешко може препознати, а обимнија археолошка истраживања никада нису спроведена. Мештани су се, по рушењу манастира на Главици, окупљали код Савиних извора и код записа у селу. Тако је било све до изградње нове цркве почетком 19. века.

## Изградња
Црква Светог Саве сазидана је 1819/1820. године као прва задужбина кнеза Милоша Обреновића. О мотивима за њено подизање постоје две приче. Прва има корене у народном предању људи из савиначког краја. Након састанка у Такову, на Цвети 1815. године, на којем је одлучено да се подигне устанак против турских окупатора, Милош се са саборцима упутио ка Љубићу и зауставио код савиначких извора. Устаници су се ту окрепили лековитом водом, а Милош је прилегао у дебели хлад оближњег јасена да одмори и заспао. Када се пробудио рекао је: „Е, браћо, мени ова вода поможе те оздравих, јер ми већ недељу дана није било добро. Ако Бог да те победимо Турке, овде ћу сазидати цркву, Богу за славу и славу наше победе”. Према неким причама, уснио је сан да ће победити на Љубићу. Када се пробудио заклео се да ће, уколико победи, на том месту саградити цркву захвалницу; тако је и било.
Друга прича поткрепљена је писаним подацима у делу „Кнежевина Србија”, Милана Ђ. Милићевића, у којем је записано:
Ја сам једном казао да је ту цркву подигао кнез Милош на старим темељима. Али ми зимус у Крагујевцу, о скупштини (1874), причаше г. Милован Пејчиновић да је о постању те цркве слушао од самог кнеза Милоша, ово: ’Једном сам’, говорио му је стари кнез, ’с покојним братом Миланом прешао на Савинцу преко Дичине. Прешавши преко воде, Милан седе да се одмори и разгледаше оно красно место, где је сада црква, па ће ми тек рећи:
- Ала, Милоше, када би ми дао Бог да стечем новаца, бих овде на овом лепом месту, код ове воде, начинио цркву.
Ја сам онда служио код њега под ак. Он умре, и однесе у гроб ту жељу. Кад Бог даде мени, ја се зарекох да учиним оно што је он желео, и ено сам оградио цркву на Савинцу, нека је Богу за славу, и њему за душу.
На јужној фасади цркве, изнад старих улазних врата, уграђена је плоча са натписом о настанку цркве (фотографија десно). Кнез Милош позвао је Милутина Гођевца, неимара пореклом из Босне, а настањеног у Ваљеву, да буде главни мајстор при изградњи цркве. Гођевац је са собом водио око 80 радника, а поред цркве на Савинцу, за кнеза Милоша је радио и на подизању неколико цркава у Крагујевцу и на обнови манастира Боговађе. Претходно поменута плоча постављена је 1860. године, након обнове цркве. Према том натпису, као година изградње наводи се 1819. и то се поклапа са већином писаних и штампаних докумената.
Међутим, зидање цркве није било завршено до краја 1819, а ни до почетка наредне 1820. године, што се види из писма које је војвода Јован Обреновић из Бруснице упутио Милошу, 17. јуна 1820. године: „...Јуче био сам код цркве на Савинцу. Неимар говори да обстојатељства црквених дела изискивају да се такова покрива, а будући сте ви говорили кубе на церкви лимом покривати, то молим да бисте изволели наредбу учинити да се такови (лим) с потребним на церкву крстовима овамо скоро донесе. А ако бисте наредбу учинили да се и кубе за време с црепом (ћерамидом) покрије, то опет нужно је крстове скоро имати. Неимар говори (да ће) најпре овакове (крстове) на церкву наместити а потом од њих покривати почети. Теодора неимара, ономад од вас послатог, послао сам јуче на Савинац, а оданде ће по заповести вашој у Добрињу отићи...” 
Из писма се може закључити да кнез Милош није био задовољан кашњењима на изградњи његове прве задужбине, па је на Савинац послао брата Јована да види зашто изградња касни. Поред тога, у испомоћ Милутину Гођевцу послао је и искусног неимара Теодора Петровића из околине Пожаревца. Петровић је остао до завршетка цркве на Савинцу, а затим је отишао у Добрињу, где је Милош такође наложио изградњу цркве Светих Петра и Павла. Након што је примио писмо од брата Јована, Милош је одлучио да лично допутује на Савинац и увери се у стање радова. Са собом је повео и Вука Стефановића Караџића који му је био гост у Крагујевцу. Милош и Вук посетили су Савинац на Петровдан, 12. јула 1820. године. Дочекали су их кнез брусничке кнежине Јован Лазић, кмет Шарана Симо Баралија, и многи мештани.
Милош није био задовољан што изградња касни, а изговори Милутина Гођевца додатно су га разбеснели, па је својим пратиоцима наредио да неимара вежу за дрво и одсеку му прсте једне руке. Лазић и Баралија, који су са Милошем прошли многе битке, одговорили су га од тога, али је кнез ипак наредио да се црква мора што пре завршити. Неимарима је такође дао налог да кров буде од гвозденог лима и обећао да ће обезбедити средства за кров и крстове. Убрзо по повратку у Крагујевац, одобрено је издавање 6.000 гроша за цркве у Добрињи и на Савинцу.
Изградња цркве Светог Саве на Савинцу завршена је у новембру 1820. Тада су исплаћена и преостала дуговања од 543 гроша. Уређивање ентеријера цркве било је поверено мајсторима из Италије, који су радили на многим пројектима кнеза Милоша. У књизи арачких расхода за 1822. се наводи: „Мајсторима Талијанима, зидарима, за рад што су правили Савинац, дадо(х) 200 гроша.” Потпуно опремање цркве да би се у њој могла вршити служба завршено је у пролеће наредне, 1821. године.
Иконостас потиче из времена грађења цркве и има посебну вредност. Рађен је у дуборезу, и обојен златом и сребром. Престоне иконе, које је радио молер Јања, цркви је даровао 1822. године кнез Милош.

## Освећење цркве
Освећење савиначке цркве, Милошеве прве задужбине, највише је зависило од његовог густог распореда, јер се у то време бавио многим унутрашњим проблемима, Кнез је решио да би освећење требало да се обави оног дана у години када се у околини цркве окупља много људи. На Савинцу је тај дан „млада недеља”, у јулу месецу, када се одржавао народни сабор на коме се окупљало и преко 20.000 људи рудничког, крагујевачког, чачанског и ужичког округа. Сабор помиње и Евлија Челебија давне 1662. када је овуда прошао.
Црква, која је за заштитника узела Светог Саву, освештана је 19. јула 1821. године. Правитељствена народна канцеларија за овај догађај издвојила је 1.000 гроша. Кнеза Милоша и његове госте дочекали су Господар Јован Обреновић, старешина Рудничке нахије и кнезови Ђурђе Остојић, Атанаско Михаиловић, Јован Лазић, Јован Козељац, Дамњан Крч, Стојан Алемповић и Радован Маслаћ. Са њима, госте су дочекали и кметови Шарана и Дренове, Симо Баралија и Стеван Осаћанин. Са Милошем су у пратњи били: кнегиња Љубица, Јеврем Обреновић, браћа кнегиње Љубице — Лука и Петар Вукомановић из Срезојеваца, кнежев побратим Никола Милићевић Луњевица, Јован Добрача (старешина Груже), војвода Рака Љевајац, Васо Поповић (кнез пожешке нахије), Јован Мићић (рујански сердар), Рака Пешић (колубарски кнез) и многе друге званице. Храм „Светог Саве” освештали су архимандрит манастира Враћевшнице — Милентије Павловић, игуман манастира Боговађе — Авакум Петровић и игуман манастира Вујна — Хаџи-Јосиф. По окончању службе гости су поседали на ћилиме где су послужени храном и пићем. За забављање гостију били су ангажовани и ромски свирачи, којима је за труд исплаћено 16 гроша.

## Црква у периоду 1821—1859.
Црква је са својим првобитним димензијама била довољна за опслуживање савиначке парохије (Шарани и Дренова), али није могла да прими сав народ који је недељом и на веће празнике долазио у њу јер су им таковска или љутовничка црква биле далеко. Црква је одмах након освећења постала парохијски манастир, а тај статус имала је до 1839. када је одлуком Синода Српске православне цркве преведен у мирску цркву.
Првих година манастир су опслуживали калуђери манастира Враћевшнице. Из тог периода остало је записано име монаха Гаврила Милосављевића. Млади јеромонах Гедеон Јуришић, избеглица из Аустроугарске, који је тек био закорачио у трећу деценију живота, постављен је за игумана манастира Савинца 1830. године. Гедеон се пре бекства преко границе, у Србију, задржао у манастирима Фенеку и Крушедолу у Срему. По доласку на Савинац, увео је матичне књиге рођених, крштених и венчаних за савиначку парохију. Калуђери су поред службе држали и течајеве за описмењавање становништва, јер у то време није било школа.
По изградњи цркве, а на сугестију кнеза Милоша, Синод СПЦ је донео одлуку да се црква брвнара у Такову затвори, а верници из околине Такова да долазе на Савинац у цркву. Таковци су били огорчени овом одлуком, јер је црква брвнара у Такову била у центру историјских збивања, након којих се надалеко чуло за саму цркву и село Таково. Још један разлог за противљење је и што су Таково и Савинац тада били лоше повезани, узаним путем који је пратио реку Дичину и прелазио је на три места. Пошто је Дичина бујични ток, на тим прелазима је било немогуће прећи је након кише или када се топе снегови. Црква у Такову поново је на кратко отворена од 1848. до 1852, када ју је након смрти свештеника Павла Ненадовића (11. марта 1852) ужички епископ поново затворио. Мештани Такова, Љеваје и Клатичева упутили су жалбу српском митрополиту, у којој се између осталог наводи: „Црква Савиначка од нас је два сата, а и више удаљена, па и ако би ићи могли, неда нам велика Река, звана Дичина, која се на три места мора прећи а на којој ни једна скела ни ћуприја не постоји”. Таковска и савиначка парохија су и данас обједињене, а дом свештеника парохије је на Савинцу, у кући недалеко од цркве.

## Доградња 1860.
Кнез Милош био је упознат са потешкоћама које су верници овога краја имали при доласку у цркву. Зато је лета 1836. наложио пуковнику Арсенију Андрејевићу да са познатим неимаром Настасом посети цркву. Није познато да ли је Настас дао неке смернице игуману Јуришићу, али се из записа прихода и расхода манастира за 1839. годину види да је издвојено 230 гроша за постављање каменог пода у цркву. Под је до тада био земљани. Милош је 1. јуна 1839. дао оставку и отишао из Србије, а вратио се 20 година касније. По доласку у Београд, марта 1859. донео је одлуку да се Деспотовица преименује у Горњи Милановац, а уз то је наведено да „Његова Светлост намерава овде подићи цркву о свом трошку, и ону на Савинцу оправити”.
Своју задужбину Милош је одлучио обновити у спомен покојној супрузи Љубици, која је умрла 1843. године у изгнанству, а сахрањена је у манастиру Крушедолу на Фрушкој гори. Обнова је завршена 1860, а у склопу радова дограђена је дрвена припрата, поједини елементи ентеријера су поправљени, а поред цркве је изграђена и нова звонара од дрвета. Главни неимар при обнови био је Настас Ђорђевић, познати горњомилановачки градитељ. Припрату је освештао лета 1860. чачански владика Јанићије, уз присуство Матије Дамјановића, пароха са Савинца и многих мештана. Кнез Милош није присуствовао због болести. Са новом припратом црква је могла да прими више верника, али је тих година изграђено неколико цркава у околним селима, па се број парохијана савиначке цркве смањио.

## Доградња 1904.
Новембра 1902. године у Министарство просвете и црквених дела стигло је писмо Милеве Алимпић (девојачко Вукомановић), жене покојног генерала Ранка Алимпића. У писму се између осталог наводи: „...Испуњавајући свети аманет моје покојне мајке Василије Вукомановић, намеравам да на место садашње дрвене дограде уз Савиначку цркву, доградим зидану дограду — припрату, испод које бих озидала гробницу за чланове моје фамилије, који се налазе поред зида цркве Савиначке, а неке бих одавде (из Београда) тамо пренела.” 
Уз ову молбу достављен је и детаљан грађевински план урађен по тадашњим прописима за изградњу цркава. Министарство је молбу услишило, тако да је већ у пролеће 1903. уклоњена дрвена припрата и почело се са зидањем нове. Као грађевински материјал коришћен је таковски ружичасти пешчар, исти камен којим је и црква озидана 1819. године. Неимари су се трудили да нова припрата буде што сличнија старом делу цркве, у чему су и успели, па се и данас тешко може приметити да је један део цркве више од 80 година старији од другог. Поред нове припрате, уз цркву је подигнут и нови дрвени звоник. Он је имао једно мало звоно, али је 1905. госпођа Милева Алемпић купила два већа и донирала их цркви. Године 1904. цела порта је опасана новом храстовом оградом.
За све ове радове била је потребна велика количина новца. Милевина мајка, Василија Вукомановић, супруга Петра Вукомановића (брата кнегиње Љубице), преминула је 1894. године у Београду и оставила аманет да се имање са две куће у близини Београдске митрополије (процењено на 30.000 цесарских дуката) прода и новац искористи за доградњу припрате и гробнице у којој ће бити сахрањени чланови фамилије из порте, као и да буду пренете мошти оних који су сахрањени на Ташмајданском гробљу.
Освећење новоизграђене припрате и парастос пренетим моштима одржани су 9. јуна 1905. године.

Архитектура цркве од тада до данас није мењана. Описао ју је Радомир Станић:
Садашња црква има двоја врата. У припрату, односно у наос, улази се кроз врата на западном зиду, а на јужном зиду наоса налазе се врата знатно мањих димензија. Светлост пролази кроз седам прозора, од којих су два на припрати (северни и јужни зид), четири на зидовима наоса (по два на северном и јужном зиду) и један у апсиди.
Унутрашња архитектура цркве, за разлику од спољне, одликује се нешто занимљивијим елементима. Конструкција грађевине решена је на тај начин што четири пиластра са капителима носе четири лука на које се наслања купола са осмостраном тамбуром и купастим завршетком. На свакој страни тамбуре налази се по један узан прозор. Апсида је споља седмострана, а унутра полукружна. Пиластри са луковима подупиру полукружни свод над простором предњег дела наоса. И наос и припрата засвођени су полукружним сводом.
Једноставна и некако строга у изгледу, архитектура цркве не обилује декоративним елементима, али се истичу лепо обрађени камени оквири прозора и довратници на јужним вратима.
У крипти цркве налазе се мошти Мине Караџић Вукомановић, ћерке Вука Караџића, као и мошти њеног мужа Алексе Вукомановића, братанца кнегиње Љубице и њиховог детета Јанка Вукомановића. Ту су мошти и родитеља кнегиње Љубице као и мошти Обрена Мартиновића из Бруснице, првог мужа мајке кнеза Милоша (у народу позната као Баба — Вишња), по коме Обреновићи носе презиме. Читава црква је у ствари крипта у којој се налазе мошти чланова угледних српских породица 19. века, Вукомановића и Обреновића.
За манастир је проглашена 2009. године, да би од 2015. поново била црква.

## Списак сахрањених
- Мина Караџић (1828—1894); остаци пренети 1905. године
- Алекса Вукомановић (1826—1859); остаци пренети 1905. године
- Јанко Вукомановић (1859—1878); остаци пренети 1905. године
- Радослав Вукомановић (1758—1805); отац кнегиње Љубице Обреновић
- Марија Вукомановић (1762—1797); мајка кнегиње Љубице Обреновић
- Обрен Мартиновић, првi муж мајке кнеза Милоша Обреновића

## Галерија
- Дрвени звоник цркве
- Капела породице Матковић
- Црква светог Саве, улаз
- Унутрашњост цркве Светог Саве
- Коста Миличевић: Савиначка црква
- Унутрашњост цркве
- Иконостас
- Гроб Мине Караџић Вукомановић